# Grube Georgine
Die Grube Georgine ist ein stillgelegtes Bergwerk zur Förderung von Eisenerz (Eisenstein) in Hagen.

## Erste Bodenuntersuchungen
Der Bergbau am Roten Hirsch ist schon älter. 1858 wurde eine Mutung unter dem Namen Friederika eingelegt. Erschürft wurde eine 6 Fuß mächtige flözartige Lagerstätte. Die eingelagerte Masse bestand fast nur aus Brauneisenstein-Nieren von 2–3 Zoll Größe mit hohem Eisengehalt.
Das Grubenfeld wurde am 20. August 1859 an den Fabrikanten Caspar Diedrich Butz zu Oberbredenscheid verliehen. Seine Verwandten Heinrich und Ludwig Butz sowie Peter Faust und Friedrich Aelheit bildeten mit ihm zusammen eine Bergrechtliche Gewerkschaft. Kuxenanteile erwarben auch Fahrsteiger Eggemann und Wilhelm Tengelmann, letzter wurde am 21. Januar 1860 zum Grubendirektor bestellt.  
Ein erster Stollen wurde angelegt, um die Lagerstätte auf Mächtigkeit zu untersuchen. Dabei wurde ein Gang aufgeschlossen, der bis zu 8 m mächtig war und 15 m streichend verfolgt wurde. Die angetroffenen Roteisenstein- und Manganerze waren stark mit dem Nebengestein durchsetzt. Man erhoffte sich in der Tiefe einen veredelten Gang und beschloss deshalb, den Gang 15 m tiefer zu untersuchen. 
Es wurde jedoch versäumt, einen Betriebsplan vorzulegen. Das Bergamt legte den Versuchsstollen 1865 still.

## Regulärer Bergwerksbetrieb
1905 wurde das Bergwerk wieder in Betrieb genommen. Die Gewerkschaft Georgine betrieb das gleichnamige Eisenstein und Manganerzbergwerk Georgine. Es wurde nun Roteisenstein und reines Manganerz von guter Beschaffenheit zu Tage gefördert. Die Belegschaft besteht aus zwei Mann, die 50 Tonnen fördern.
1906 wurden zwei Sohlen in Angriff genommen. Dafür wurde die Belegschaft um vier Mann auf sechs Arbeiter erhöht. Die Gewerkschaft war auf 1000 Kuxe erhöht worden und wurde dann mit der Gewerkschaft Ernestine verschmolzen. Sodann wurden Kuxe zum Verkauf freigegeben, um Kapital zu beschaffen.
Im Jahr 1907 wurden mit sechs Arbeitern 63 Tonnen gefördert, im Jahr darauf mit fünf Arbeitern 80 Tonnen. Doch 1913 wurde die Berechtsame zwangsversteigert. Der Betrieb endete 1935. Heute befinden sich vor Ort 4 vergitterte Stollenmundlöcher.